# Phanoperla fuscipennis
Phanoperla fuscipennis är en bäcksländeart som först beskrevs av Navás 1932.  Phanoperla fuscipennis ingår i släktet Phanoperla och familjen jättebäcksländor. Inga underarter finns listade i Catalogue of Life.